# Elbertzhagen (Wipperfürth)
Elbertzhagen ist eine Ortschaft in der Gemeinde Wipperfürth im Oberbergischen Kreis im Regierungsbezirk Köln in Nordrhein-Westfalen (Deutschland).

## Lage und Beschreibung
Der Ort liegt nordwestlich der Stadt Wipperfürth nahe der Stadtgrenze zu Hückeswagen. Im Osten der Ortschaft entspringt der Elbertzhagener Bach. Am westlichen Ortsrand liegen mehrere Quellen des Kambelsiefens. Nachbarorte sind Arnsberg und der zu Hückeswagen gehörende Ort Neuenholte.
Politisch wird Elbertzhagen durch den Direktkandidaten des Wahlbezirks 17.1 (171) Hämmern im Rat der Stadt Wipperfürth vertreten.

## Geschichte
1200 wird der Ort erstmals unter der Bezeichnung „Elverthagen“ erwähnt, als Graf Arnold von Altena seiner Gemahlin unter anderem „curtis Elverthagen“ als Witwengut zuweist.

## Wander- und Radwege
Die Ortsrundwanderwege A1, A3 und A4, sowie der Ortswanderweg von Purd zur Wiebach-Vorsperre führen unmittelbar am Ort vorbei.